# Bruckbach (Essenbach)

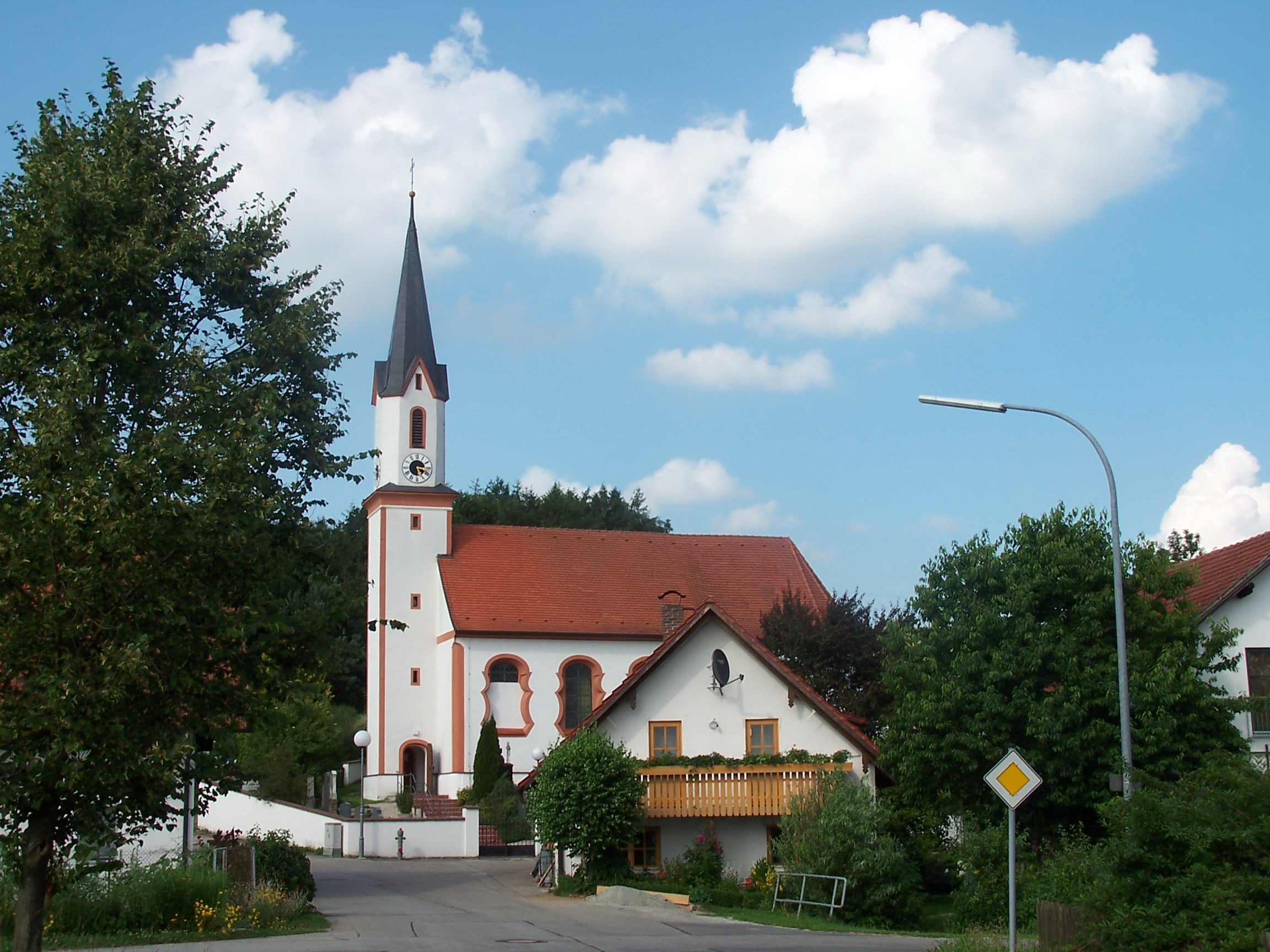
Katholische Filialkirche St. Johannes der Täufer (2006)

 Bruckbach  ist ein Ortsteil des Marktes Essenbach im niederbayerischen Landkreis Landshut.

## Geographie
Das Kirchdorf liegt nordwestlich des Kernortes Essenbach. Östlich verlaufen die B 15a und die B 15 und westlich die Staatsstraße 2143. Durch den Ort hindurch fließt das Bruckbacher Bächlein.

## Sehenswürdigkeiten
In der Liste der Baudenkmäler in Essenbach sind für Bruckbach zwei Baudenkmale aufgeführt:
- Die katholische Filialkirche St. Johannes der Täufer ist eine Saalkirche mit eingezogenem Chor und Westturm. Der Rokokobau mit Putzgliederung stammt aus der Mitte des 18. Jahrhunderts. Der Turm mit Eingangshalle, der Turmoberbau mit abgeschrägten Kanten und der Spitzhelm wurden später gebaut.

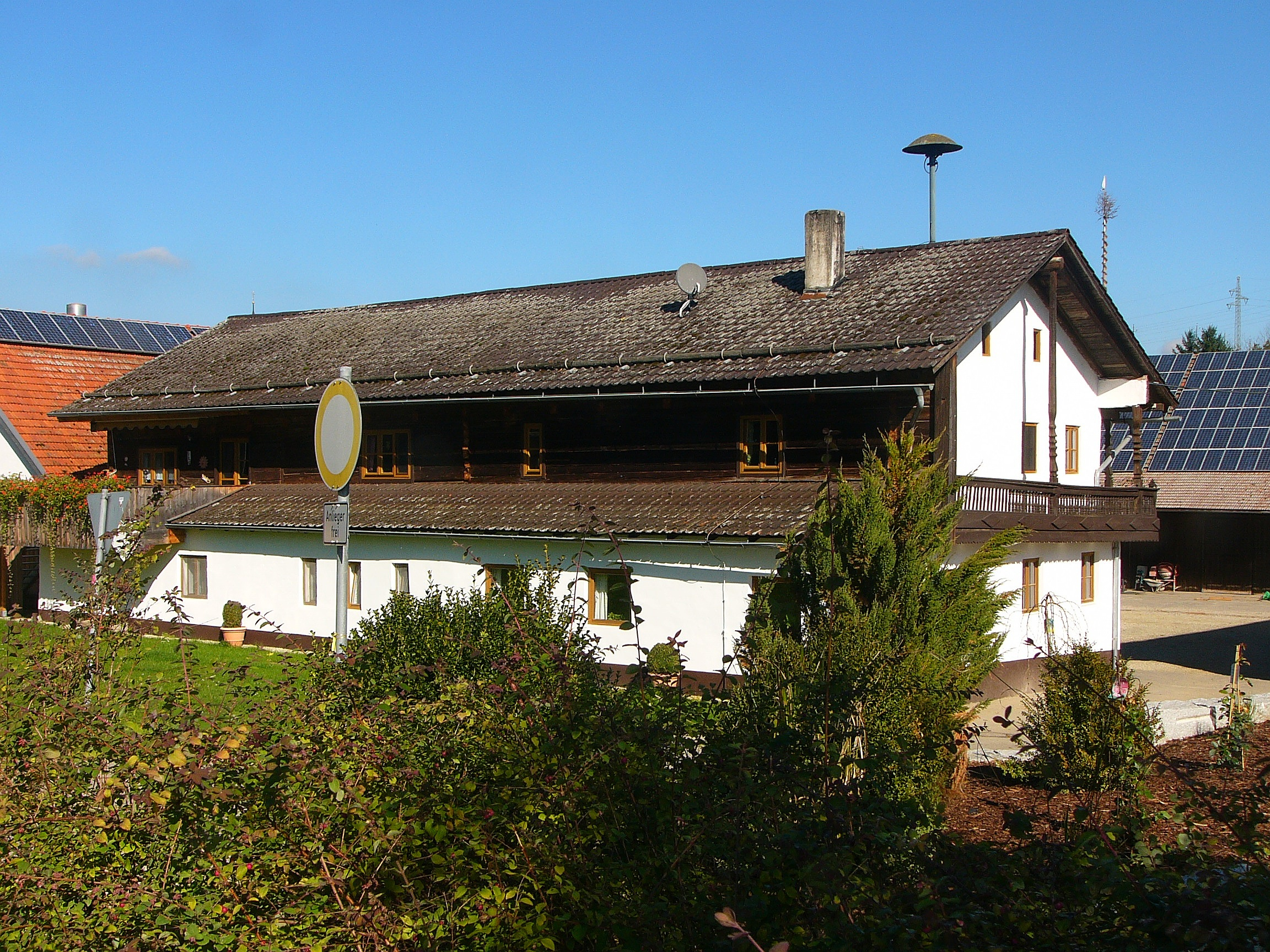
Wohnstallhaus (Haus Nr. 3) (2017)

- Das Wohnstallhaus (Haus Nr. 3) eines Vierseithofs und ehemaliges Gasthaus ist ein zweigeschossiger Flachsatteldachbau mit Trauf- und Giebelschrot. Es stammt aus der Mitte des 19. Jahrhunderts. Das Nebengebäude mit ehemaligem Tanzboden, ein zweigeschossiger Satteldachbau mit Blockbau im Obergeschoss, stammt aus der gleichen Zeit.